# Orazio Gianuzio della Mantia
Orazio Gianuzio della Mantia   (Torí, 1550 (Gregorià) - Amantea, 1610), de vegades citat simplement com a Orazio Gianuzio, o Horatio Gianutio i de nom real Orazio Giannuzzi Savelli, aparentment membre de la família dels Giannuzzi Savelli di Amantea (fill de Giovan Vincenzo Giannuzzi Savelli i de Donna Beatrice Cavallo dei Patrizi di Amantea), fou un militar d'alta graduació italià, primer al servei de l'Arxiduc d'Àustria, Maties I del Sacre Imperi Romanogermànic, governador d'Àustria i posteriorment Emperador, i després del comte Francesco Martinengo, General de l'Altesa Sereníssima de Savoia.
El 1593 dedicà un manuscrit titulat Libro nel quale si tratta della Maniera di Giuocar'à Scacchi, con alcuni sottilissimi Partiti a Maties I i el 1597 va fer imprimir a Torí el text sencer, que va dedicar aquest cop al comte Francesco Martinengo di Malpaga.
L'obra s'ocupa d'obertures amb i sense avantatge segons les regles italianes de l'època, les quals descriu, i de partides principalment extretes del manuscrit de Polerio. El llibre és una raresa bibliogràfica que va tenir escassa difusió. Domenico Lorenzo Ponziani va qualificar Gianuzio de jugador més que mediocre i de digne de valoració diferent.
El seu tractat és nogensmenys el llibre d'escacs italià més antic sobre teoria del joc, i fou traduït a l'anglès posteriorment, el 1817, per Jacob Henry Sarratt, al llibre The Works of Gianutio and Gustavus Selenus.